# Quadrilla de Zuia
La Quadrilla de Zuia (en euskera: Zuiako Koadrila) i oficialment Cuadrilla de Zuya/Zuiako Koadrila és una comarca del País Basc; concretament del territori històric d'Àlaba. És una de les set comarques o quadrilles en les quals es divideix la província d'Àlaba. A aquesta comarca se la sol conèixer també com a Contraforts del Gorbea (en euskera Gorbeialdea), ja que gran part d'ella se situa en el piemont del Gorbeia. La capital comarcal és Murguía en el municipi de Zuia. Part dels parcs naturals de Gorbeia i Urkiola s'estenen per aquesta comarca. Els municipis que componen la Quadrilla de Zuia són: 
| # | Municipi            | Alcalde                              | Partit Polític    | Població | % Població | Territori km² |
| - | ------------------- | ------------------------------------ | ----------------- | -------- | ---------- | ------------- |
| 1 | Aramaio             | Asier Aguirre Mugarza                | ANB               | 1.503    | 17,7       | 73,27         |
| 2 | Arrantzu-Ubarrundia | Rufino Sáez de Ibarra Ruiz de Arbulo | PNB               | 807      | 9,5        | 57,41         |
| 3 | Legutio             | Pedro Berriozabal Arregui            | EA                | 1.499    | 17,7       | 45,85         |
| 4 | Urkabustaiz         | Txus Herrero Manzanos                | PNB               | 999      | 11,8       | 60,49         |
| 5 | Zigoitia            | Nuria López de Letona Lengarán       | Sarragoa (Indep.) | 1.378    | 16,2       | 102,07        |
| 6 | Zuia                | Patxi Goikoetxea Burutxaga           | PNB               | 2.295    | 27,1       | 122,49        |
|   | Quadrilla de Zuia   |                                      |                   | 8.481    | 100        | 461,58        |